# Johannes Palaiologos-Komnenos
Johannes Palaiologos-Komnenos (mittelgriechisch Ἰωάννης Παλαιολόγος Κομνηνός; * um 1292; † 1327 in Skopje) war ein Prinz von Byzanz aus der Familie der Palaiologen und Führer einer Rebellion gegen das Byzantinische Reich.

## Leben
Johannes Palaiologos war der einzige Sohn des Konstantin Palaiologos Porphyrogennetos (Sohn des Kaisers Michael VIII. Palaiologos) und der Irene Raulaina, der Tochter von Protobestiarios Johannes Komnenos Doukas Angelos Petraliphas Raul und seiner Frau Theodora Palaiologina Komnene Kantakouzene.
Johannes Palaiologos-Komnenos wurde 1305/1306 Panhypersebastos und Despot von Makedonien. Er griff 1320 in den Krieg seines Onkels Andronikos II. gegen dessen Enkel Andronikos III. ein und erhielt als Thronprätendent 1326 den Titel Kaisar zugestanden. Als Statthalter von Thessalien-Thessaloniki sagte sich Johannes Palaiologos 1326 vom byzantinischen Reich los und erklärte die Unabhängigkeit seiner Provinz. Seine beiden Söhne, die das Kommando über die bedeutenden Festungen Melnik und Strumica an der serbischen Grenze führten, unterstützten die Rebellion.
Johannes versuchte ein Bündnis mit dem serbischen König Stefan Uroš III. Dečanski zustande zu bringen, starb jedoch plötzlich kurz nach seiner Ankunft am serbischen Hof in Skopje.
Er war mit Irene, der Tochter des Großlogotheten Theodoros Metochites verheiratet. Johannes und Irenes gemeinsame Tochter Maria Palaiologina war vom 1. November 1325 bis zum 31. August 1326 als Ehefrau von König Stefan Uroš III. Dečanski Königin von Serbien.